# Гуанчские языки
Гуа́нчские языки́ (канарские языки) — языки гуанчей, населения Канарских островов, ассимилированного испанцами не позднее XVIII века. Сохранилось несколько сот слов и предложений, записанных миссионерами, а также недешифрованные надписи письменами, напоминающими берберский алфавит тифинаг (письменность была забыта к моменту прихода колонизаторов).

## Характеристика
По грамматическим показателям гуанчские языки имеют все характерные черты берберо-ливийских языков.
В то же время, в фонетике гуанчских языков наблюдается ряд особенностей, чуждых не только берберо-ливийским, но вообще афразийским языкам: так, гласные в основах слов играли значительную роль, тогда как согласные могли чередоваться (в других афразийских языках, напротив, обычно основу слова составляют согласные, а гласные чередуются при словоизменении). Гуанчские слова имели открыто-слоговую структуру.
Часть лексики гуанчских языков не имеет параллелей в других афразийских языках. Возможно, она восходит к доберберскому (капсийскому) субстрату.

## Словарь языка гуанчей
Миссионеры собрали у гуанчей несколько сот слов и предложений, в том числе имена. В записях европейских хронистов сохранилось свыше 1000 отдельных слов (в основном культурных терминов, топонимов и антропонимов) и около 30 нерасшифрованных фраз, а также субстратная лексика современного канарского диалекта испанского языка.

### Числительные в гуанчских языках
Начиная с языка седеньо отмечается «смещение на единицу» исторических числительных 5,6,7 (которые превращаются соответственно в 6,7,8). Числительные 4,5 в некоторых языках являются арабскими заимствованиями.
| Числительное | Recco (1341)        | Cairasco (song, 1582) | Cedeño (c. 1685) | Marín de Cubas (1687, 1694) | Sosa (copy of 1678) | Abreu (attrib. to 1632) | Reyes (1995 reconstruction) | Proto-Berber |
| ------------ | ------------------- | --------------------- | ---------------- | --------------------------- | ------------------- | ----------------------- | --------------------------- | ------------ |
| 1            | vait*               | *be                   | ben, ven-ir-     | becen~been, ben-ir-         | ben, ben-ir-        | been (ben?), ben-i-     | *wên                        | *yiwan       |
| 2            | smetti, smatta-     | *smi                  | liin, lin-ir-    | liin, sin-ir-~lin-ir-       | lini (sijn)         | lini, lini-             | *sîn                        | *sin         |
| 3            | amelotti, amierat-  | *amat                 | amiet            | amiet~amiat, am-ir-         | amiat (amiet)       | amiat                   | *amiat                      | *karad       |
| 4            | acodetti, acodat-   | *aco                  | arba             | arba                        | arba                | arba                    | *akod                       | *hakkuz      |
| 5            | simusetti, simusat- | *somus                | canza~canse      | canza                       | cansa               | canza                   | *sumus                      | *sammus      |
| 6            | sesetti, sesatti-   | ?                     | sumus            | sumui~sumus                 | sumus               | smmous                  | *sed                        | *sadis       |
| 7            | satti               | *set                  | sat              | sat                         | sat (sá)            | sat                     | *sa                         | *sah         |
| 8            | tamatti             | *tamo                 | set              | set                         | set                 | set                     | *tam                        | *tam         |
| 9            | alda-marava, nait   | ?                     | acet~acot        | acot                        | acot                | acot                    | *aldamoraw                  | *tizah~tuzah |
| 10           | marava              | *marago               | marago           | marago                      | marago              | marago                  | *maraw~maragʷ               | *maraw       |